# Pyrrhus et Cinéas
Pyrrhus et Cinéas est un essai philosophique de Simone de Beauvoir publié le 15 novembre 1944 aux éditions Gallimard. 

## Résumé
L'essai de Simone de Beauvoir est construit sur un épisode légendaire lui permettant de développer nombre réflexions qui en découlent. En effet, le roi Pyrrhus Ier (IVe – IIIe siècle av. J.-C.) aurait été questionné par son ami Cinéas. Cinéas aurait demandé à Pyrrhus ce qu'il comptait faire une fois la conquête de tel royaume achevée. Après sa réponse, il aurait réitéré sa question de manière répétitive, en une régression qui semble infinie (« Et après ? ») mais s'achèvant sur l'aveu de Pyrrhus reconnaissant qu'une fois ses conquêtes terminées, il souhaitait se reposer. Cinéas pour conclusion souligne une sorte d'absurdité dans le fait que tant d'efforts soient fournis à l'accomplissement de toutes ces conquêtes, avec pour souhait ultime un repos qu'il pourrait déjà prendre. Pour Simone de Beauvoir chacune de nos actions appelle aux mêmes réflexions.

## Récits similaires
- L'anecdote originale se trouve dans Plutarque, et se retrouve dans Anecdote concernant la baisse de la productivité (Anekdote zur Senkung der Arbeitsmoral) (1963) d'Heinrich Böll.
- Blaise Pascal, dans ses Pensées, évoque souvent ce dialogue de Cynéas [sic] et Pyrrhus, mais en renvoyant les deux postures dos à dos. Pour lui, Cynéas a raison de dire que la quête de Pyrrhus est sans fin, mais il a tort de croire que Pyrrhus pourrait atteindre le bonheur par un repos immédiat, car Pyrrhus, par ce besoin d'agitation fuit en fait un malaise existentiel qui ne pourrait être résolu que par la foi chrétienne. « C'est pourquoi lorsque Cynéas disait à Pyrrhus, qui se proposait de jouir du repos avec ses amis après avoir conquis une grande partie du monde, qu'il ferait mieux d'avancer lui-même son bonheur en jouissant dès lors de ce repos, sans aller le chercher par tant de fatigues, il lui donnait un conseil qui souffrait de grandes difficultés, qui n'était guère plus raisonnable que le dessein de ce jeune ambitieux. L'un et l'autre supposaient que l'homme peut se contenter de soi-même et de ses biens présents, sans remplir le vide de son cœur d'espérances imaginaires; ce qui est faux. Pyrrhus ne pouvait être heureux ni avant ni après avoir conquis le monde; et peut-être que la vie molle que lui conseillait son ministre était encore moins capable de le satisfaire que l'agitation de tant de guerres et de tant de voyages qu'il méditait. »

## Éditions
- Pyrrhus et Cinéas, Éditions Gallimard, Paris, 1944  (ISBN 2070205088).